# Dudley C. Haskell
Dudley Chase Haskell (23 mars 1842 – 16 décembre 1883) est un homme politique du Kansas du XIXe siècle. Il est le grand-père d'Otis Halbert Holmes.

## Biographie
Dudley Haskell est né à Springfield dans le Vermont. Il déménage à Lawrence avec ses parents en 1855. Il participe à la ruée vers l'or de Pikes Peak, résidant à Pikes Peak au Colorado jusqu'en 1861. Pendant la guerre de Sécession, Haskell sert comme assistant dans le corps des quartiers-maîtres de l'Union Army dans le Missouri, l'Arkansas, le Kansas et le Territoire indien en 1861 et 1862. En 1863 il quitte l'armée et entre au Séminaire de Williston à Easthampton dans le Massachusetts et obtient son diplôme du Yale College en 1865. Par la suite, il retourne à Lawrence et travaille dans l'industrie de la chaussure de 1865 à 1867.
Il est membre de la Chambre des représentants du Kansas en 1872, 1875-1876. Haskell est élu républicain à la Chambre des représentants des États-Unis en tant que représentant du Kansas de 1876 jusqu'à sa mort à Washington D.C. le 16 décembre 1883. Il y est président de la commission des affaires indiennes de 1881 à 1883. Il est enterré dans le cimetière d'Oak Hill à Lawrence, Kansas.
Le comté de Haskell dans le sud-ouest du Kansas porte son nom.

## Source
- (en) Cet article est partiellement ou en totalité issu de l’article de Wikipédia en anglais intitulé « Dudley C. Haskell » (voir la liste des auteurs).